# Szarbsko
Szarbsko – wieś w Polsce położona w województwie łódzkim, w powiecie piotrkowskim, w gminie Aleksandrów.
| SIMC    | Nazwa     | Rodzaj    |
| ------- | --------- | --------- |
| 0535066 | Zygmuntów | część wsi |

W latach 1975–1998 miejscowość administracyjnie należała do województwa piotrkowskiego.
Przez wieś przebiega  pieszy Szlak Rekreacyjny Rzeki Pilicy.
Wierni Kościoła rzymskokatolickiego należą do parafii św. Rozalii w Dąbrówce.